# دهستان لیلان غربی
دهستان لیلان غربی، یکی از دهستان‌های بخش مرکزی شهرستان لیلان در استان آذربایجان شرقی ایران است. مرکز این دهستان، روستای قره‌خضر است.

## جمعیت
بر پایه سرشماری عمومی نفوس و مسکن در سال ۱۳۹۵، جمعیت دهستان لیلان غربی برابر با ۵٬۴۵۳ نفر بوده‌است.